# Ford Del Rey
Ford Del Rey – samochód osobowy klasy średniej produkowany pod amerykańską marką Ford w latach 1981–1991.

## Historia i opis modelu

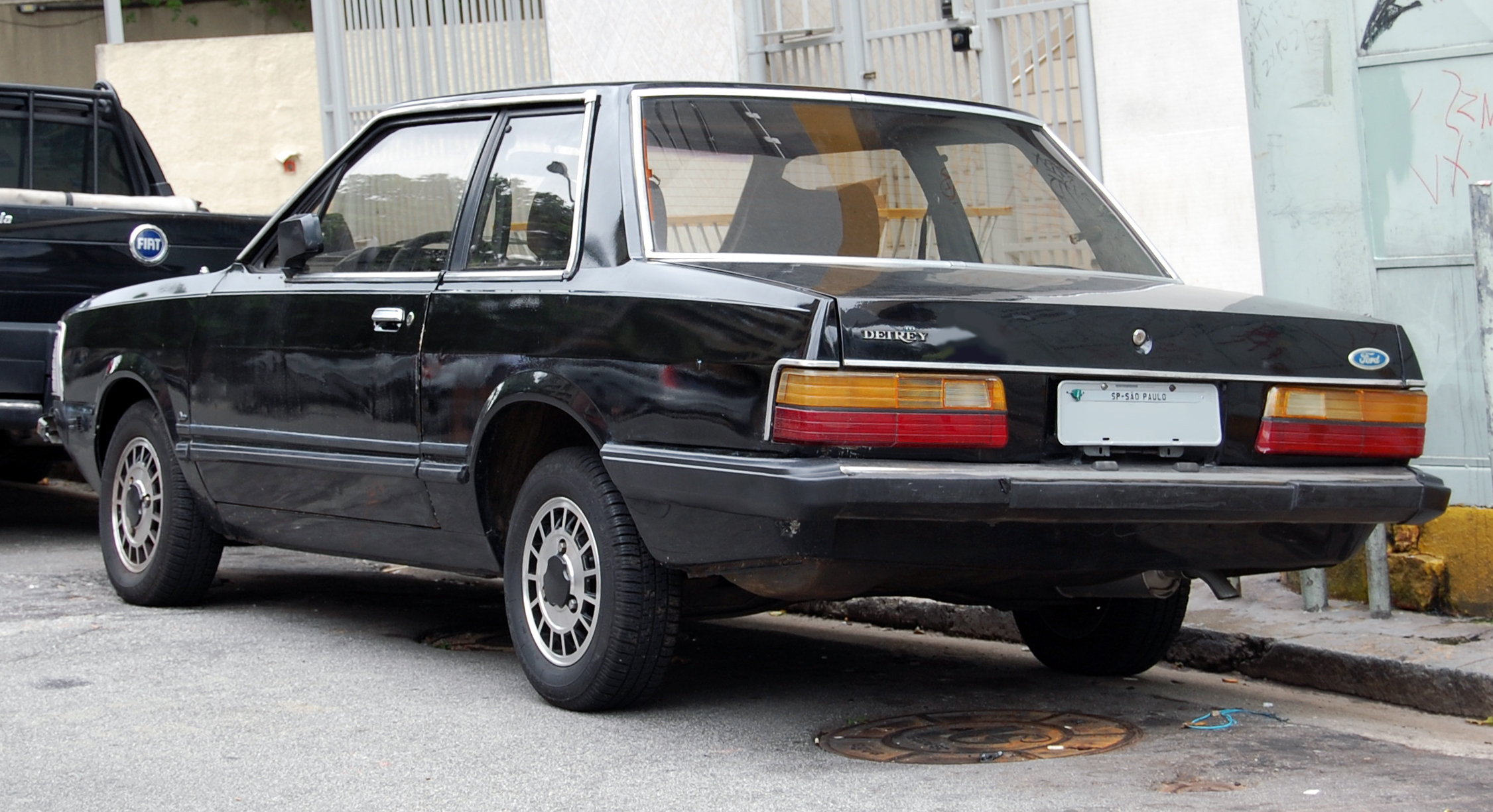
Ford Del Rey - tył

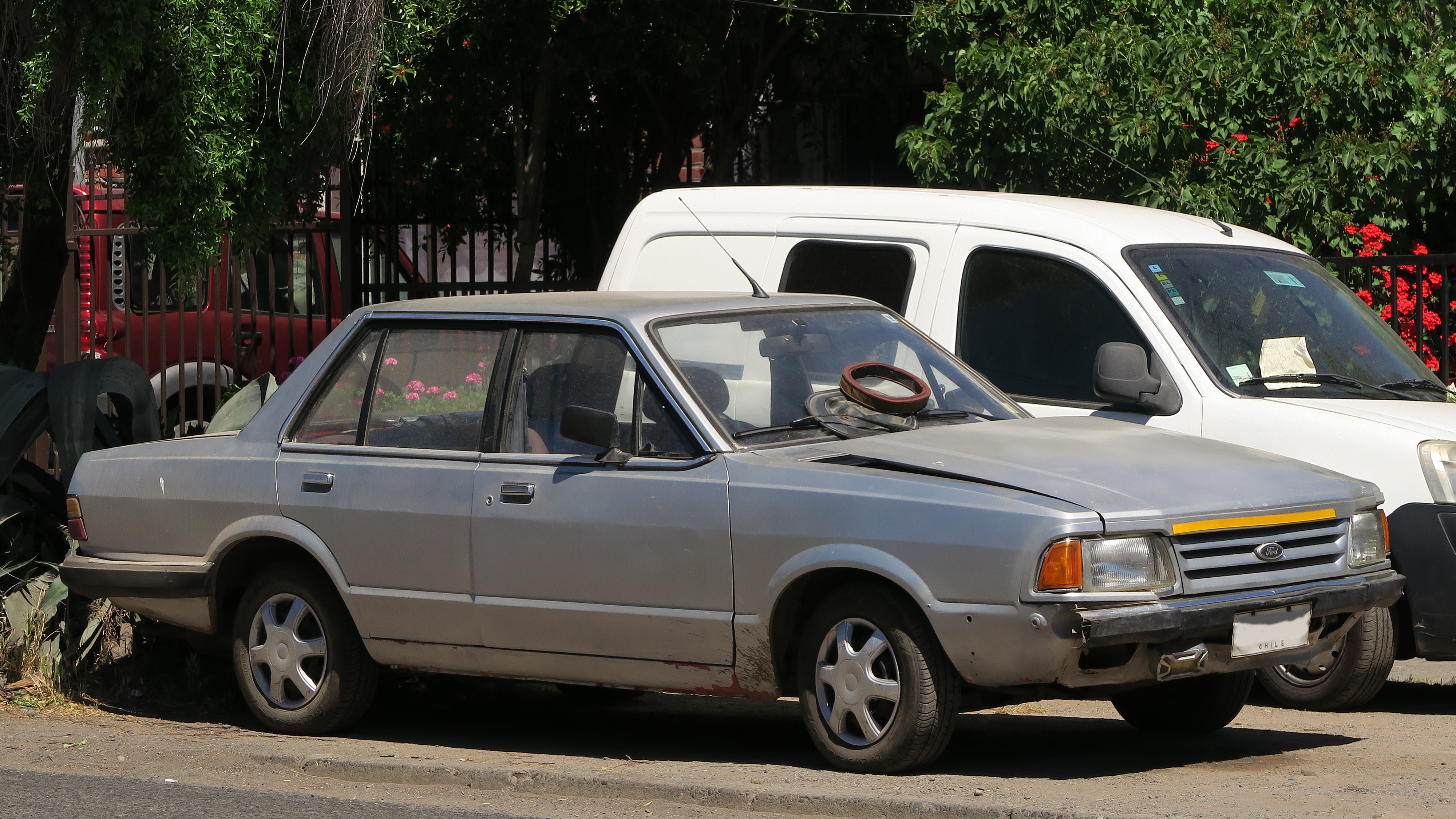
Ford Del Rey Ghia

W 1991 roku brazylijski oddział Forda przedstawił nowy model klasy średniej opracowany na bazie mniejszego, kompaktowego modelu Corcel.
Ford Del Rey dzielił z nim wygląd pasa przedniego, kształt przedniej pary drzwi i posiadał taki sam kokpit. Nadwozie było jednak dłuższe, wyróżniając się wyraźnie zaznaczoną bryłą bagażnika. Samochód był dostępny zarówno jako sedan, jak i 2-drzwiowe coupe.
Nazwa modelu zainspirowała pseudonim artystyczny amerykańskiej piosenkarki i autorki tekstów piosenek Lany Del Rey.

### Sprzedaż
Ford Del Rey poza rodzimym rynkiem brazylijskim był sprzedawany także na wybranych rynkach Ameryki Południowej: w Chile, Urugwaju, Paragwaju oraz Wenezueli. Produkcja trwała przez 10 lat, do 1991 roku, po czym zakończyła się na rzecz nowego modelu Versailles.

### Silnik
- L4 1.5l Renault CHT
- L4 1.7l Volkswagen AP